# Distretto di Radomsko
Il distretto di Radomsko (in polacco powiat radomszczański) è un distretto polacco appartenente al voivodato di Łódź.

## Geografia antropica

### Suddivisioni amministrative
Il distretto comprende 14 comuni.
- Comuni urbani: Radomsko
- Comuni urbano-rurali: Kamieńsk, Przedbórz
- Comuni rurali: Dobryszyce, Gidle, Gomunice, Kobiele Wielkie, Kodrąb, Lgota Wielka, Ładzice, Masłowice, Radomsko, Wielgomłyny, Żytno